# Shandong Golden Stars
O Shandong Golden Stars é um clube profissional de basquetebol chinês sediado em Jinan, Shandong. A equipe disputa a divisão sul da Chinese Basketball Association .

## História
Foi fundado em 1995.

## Notáveis jogadores
Atuais
- Sui Ran (2008–)
- Ding Yanyuhang (2011–)
- Jason Thompson (2016–)
- A. J. Price (2016–)
- Justin Dentmon (2016–)

Antigos
- Gong Xiaobin
- Ji Minshang
- Ju Weisong
- Eldar Gadashev (1999–2000)
- Mack Tuck (2004–2005, 2006–2009)
- Joel Jones (2005–2006)
- Hervé Lamizana (2006–2008)
- Priest Lauderdale (2008)
- Shan Tao (2008–2009)
- Samaki Walker (2009)
- Andre Emmett (2009–2010)
- Stromile Swift (2009–2010)
- Rodney White (2010–2011)
- Alan Anderson (2011–2012)
- Othello Hunter (2011–2012)
- Eugene "Pooh" Jeter (2012–2016)
- Zaid Abbaas (2012–2013)
- Jackson Vroman (2012–2013)
- Donnell Harvey (2013–2014)
- Chen Shih-nian (2014–2016)
- Miroslav Raduljica (2014)
- Earl Clark (2014–2015)
- Michael Beasley (2015–2016)
- Norris Cole (2016)